# Charles Leonard
Charles Leonard   (Fort Snelling, 23 de febrer de 1913 - Fort Belvoir, 18 de febrer de 2006) va ser un pentatleta modern i membre de l'exèrcit dels Estats Units.
El 1936 va prendre part en els Jocs Olímpics d'Estiu de Berlín, on guanyà la medalla de plata en la competició del pentatló modern.
Va estudiar a West Point. Passà la carrera militar a infanteria, on ensenyà als nous reclutes ciències i tàctiques militars, abans de retirar-se de l'exèrcit el 1967 com a general de divisió.